# Metro van Kopenhagen
De metro van Kopenhagen is een openbaar vervoersysteem binnen de agglomeratie Kopenhagen, de hoofdstad van Denemarken. Op 19 oktober 2002 werd het eerste gedeelte geopend.
De ontwikkelaar en bouwer van de metro is Ørestadsselskabet I/S (Ontwikkelingsmaatschappij Ørestad). Dit bedrijf is voor 55% eigendom van de gemeente Kopenhagen en voor 45% van de Deense staat. Voor de bouw van de metrotreinstellen en de aanleg van de railinfrastructuur werd AnsaldoBreda gecontracteerd.
De exploitant voor de eerste vijf jaar is Metro Service A/S. Dit is een joint venture van Arriva Danmark (33%) en het Britse vervoerbedrijf Serco (67%). In 2013 reisden er 55 miljoen mensen met de metro.

## Geschiedenis
In 1972 werd in Kopenhagen de tram opgeheven en werd het stedelijke vervoer geheel verzorgd met autobussen en de S-tog. Mede wegens de ontwikkeling van Ørestad, waar men een 310 hectare groot zakencentrum wilde bouwen (met ook delen van de Universiteit van Kopenhagen, de gebouwen van de Deense omroep en een congres- en uitgaangsvoorziening) kwam in de jaren negentig de gedachte op om weer stedelijk railvervoer in te voeren.
Voor het onderzoek naar de mogelijkheden voor het nieuwe transportsysteem werd een ontwikkelingsmaatschappij opgericht.
In 1994 werd onderzoek gedaan naar drie opties: een licht metrosysteem (vergelijkbaar met de Docklands Light Railway in Londen, of de VAL in Rijsel); een modern tramsysteem; of een lightrailsysteem met ondergrondse trajecten in de binnenstad.

Uiteindelijk werd op 3 januari 1996 gekozen voor een automatische metro, omdat dit systeem betrouwbaar het verwachte aantal reizigers zou kunnen vervoeren.
De bouw van de eerste fase, Nørreport-Vestamager en Nørreport-Lergravsparken, begon in januari 1997. In 1999 kwam een eerste voorstel voor een ringlijn met aftakkingen op tafel. De eerste fase werd op 19 oktober 2002 geopend. De tweede fase, Nørreport-Vanløse, werd in twee delen opgeleverd. Op 29 mei 2003 was het ondergondse traject tot Frederiksberg gereed. Het traject ten westen van Frederiksberg, een omgebouwd S-tog-tracé, volgde op 12 oktober 2003. In mei 2001 werd besloten tot de bouw van de derde fase, Lergravsparken-Lufthavnen. De verbinding met het vliegveld was op 28 september 2007 gereed. In december 2005 werd het tracé van de ringlijn, de vierde fase, vastgelegd en op 1 juni 2007 volgde de parlementaire goedkeuring. De bouw vond plaats in de periode 2009 - 2019 en op 29 september 2019 werd de ringlijn in gebruik genomen.

## Tunnels
De tunnels hebben een buitendiameter van 5,5 meter en zijn voor het grootste gedeelte geboord. Ze bereiken een maximale diepte van 33 meter. Voor deze diepte is gekozen omdat op deze diepte gemakkelijker geboord kon worden. Bij andere tunneltrajecten is gewerkt via de New Austrian Tunnelling Method waarbij eerst de grond wordt weggegraven en vervolgens de wanden met spuitbeton worden versterkt. De stations zijn over het algemeen minder diep. Dit heeft als voordeel dat vertrekkende treinen profiteren van de zwaartekracht.

## De ondergrondse stations

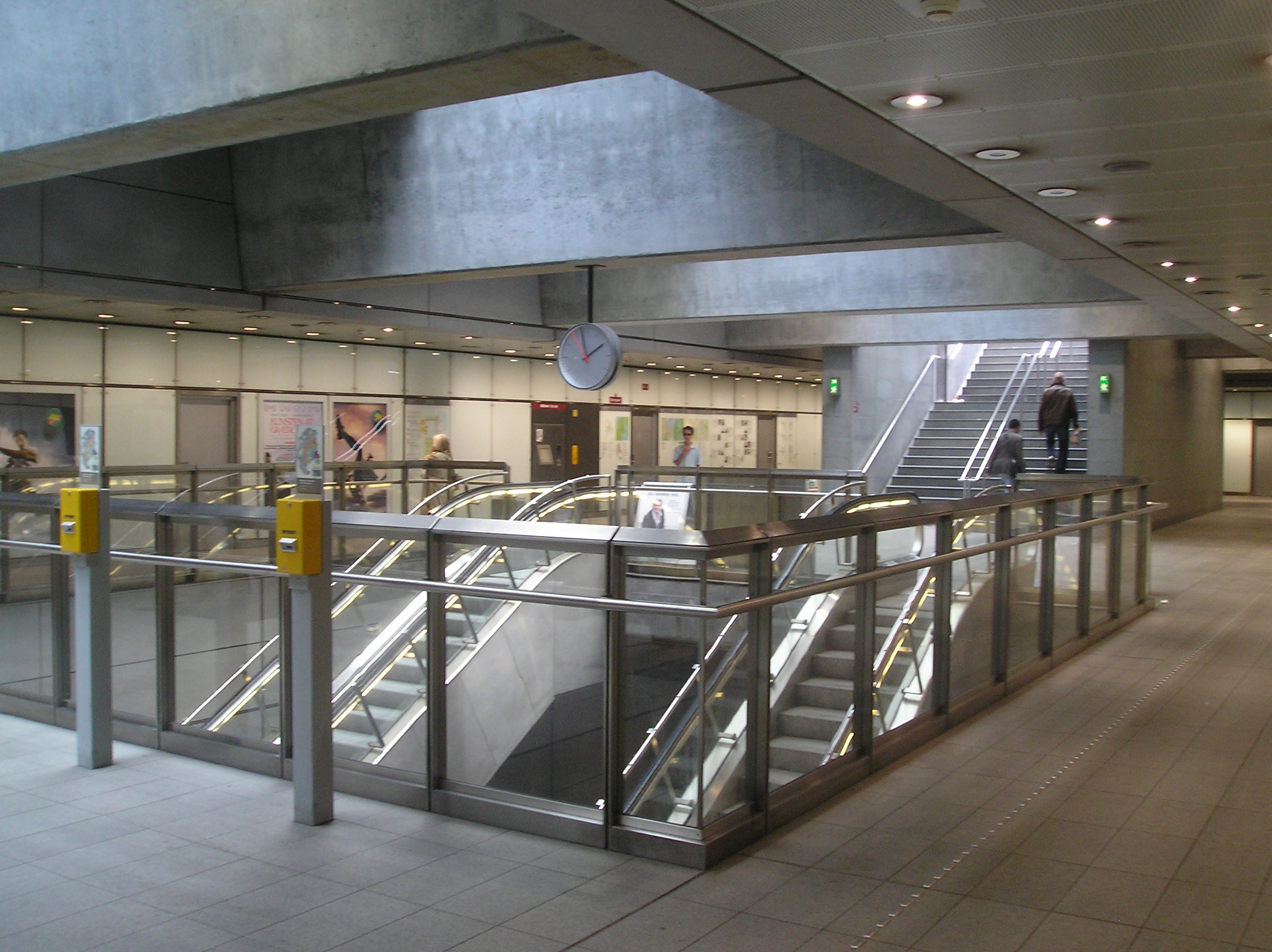
De verdeelhal direct onder de straat
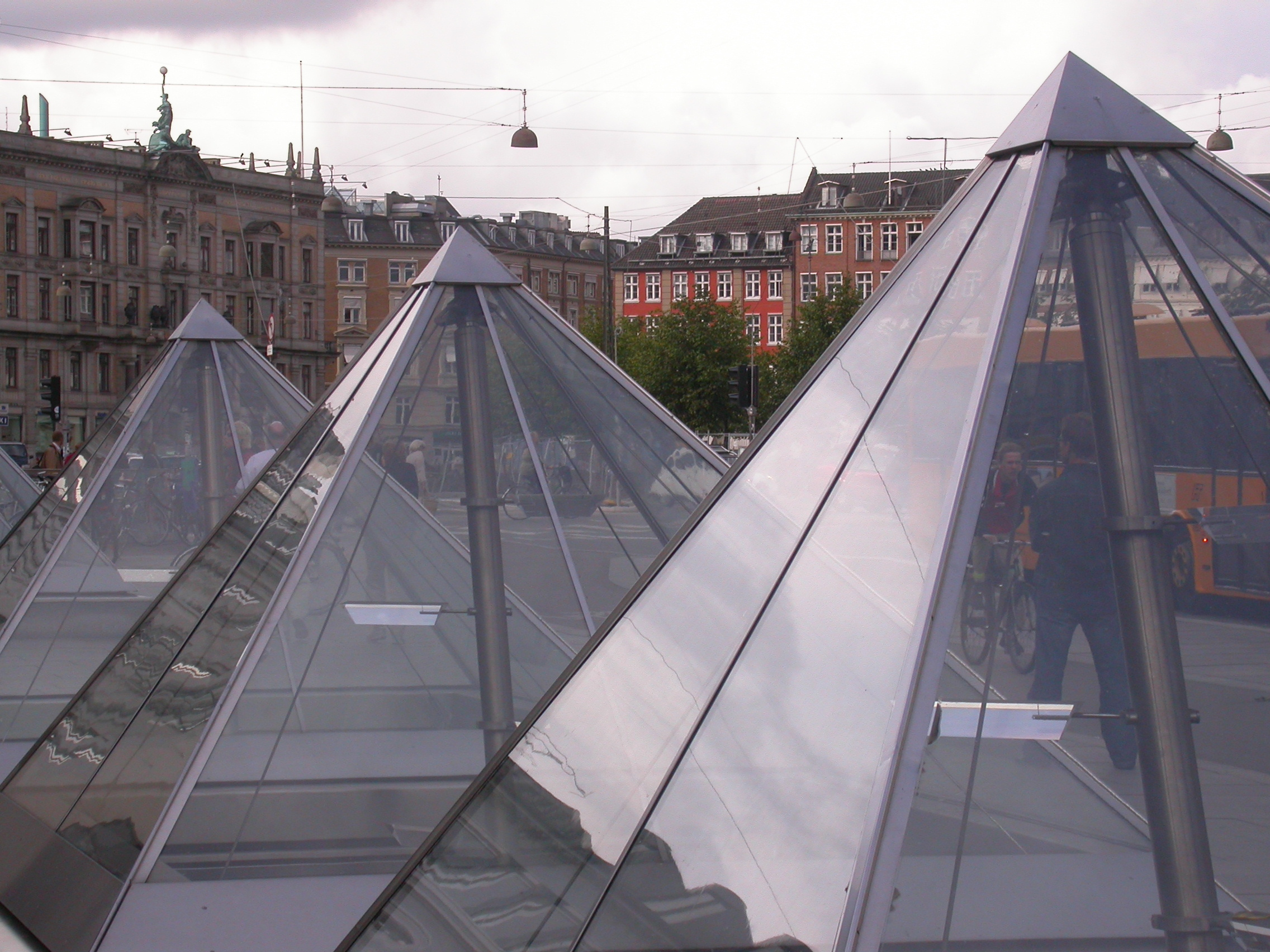
De piramidevormige daklichten
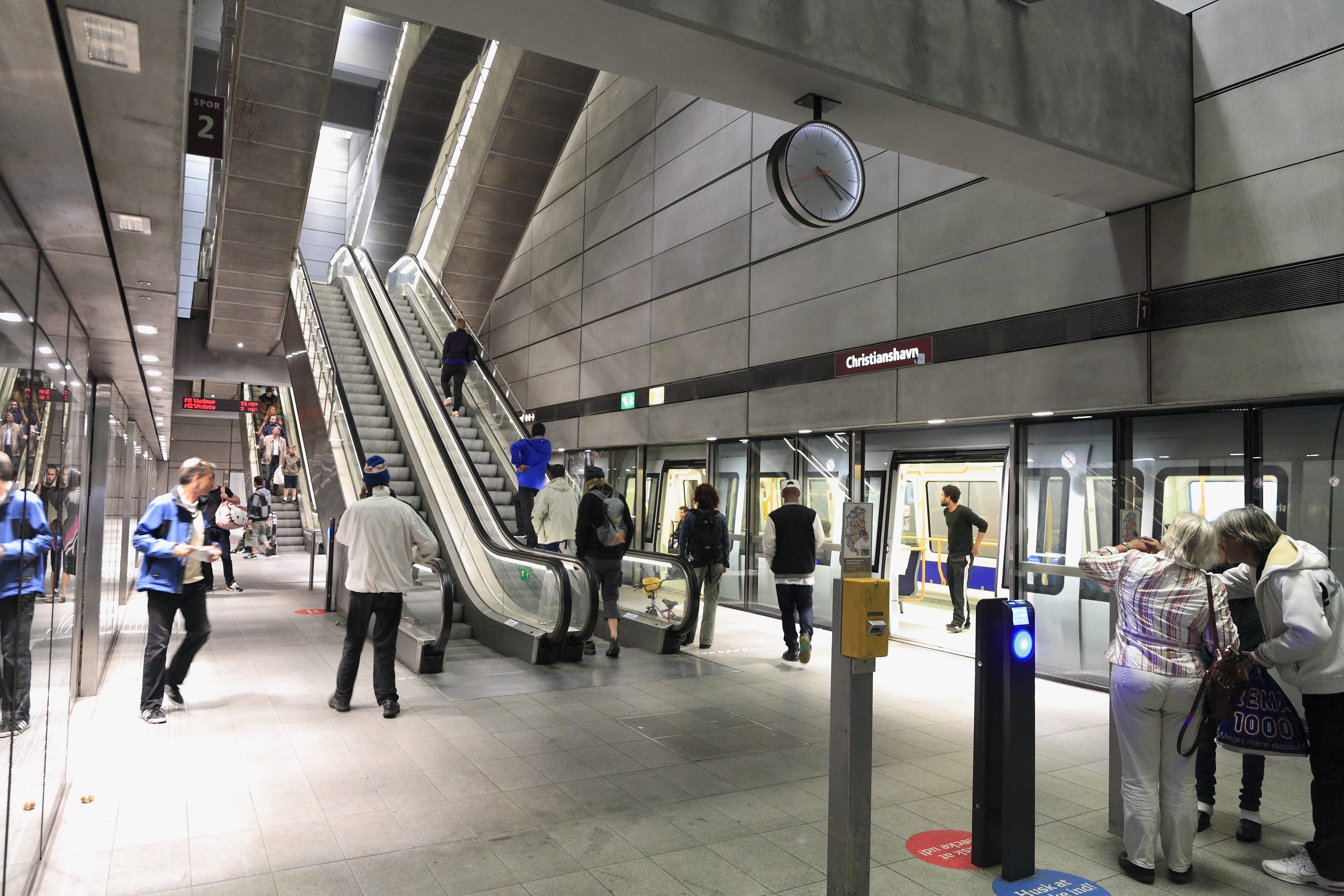
De standaard indeling met roltrappen (station Christianshavn)

De stations onder de grond zijn, op Marmorkirken na dat perrons heeft op verschillend niveau, gebouwd volgens een standaardontwerp. Ze zijn gebouwd in een kuip van 61 m lang en 20 m breed, die aan de bovenkant is afgedekt en is voorzien van daklichten om het daglicht toe te laten. Het perron en de sporen liggen op de bodem van de kuip die in diepte varieert afhankelijk van de plaatselijke omstandigheden, tussen 6 meter bij Fasanvej en 25 meter bij Trianglen. De kuip zelf is met scheidingswanden in drieën gedeeld, waarbij het perron en eventuele roltrappen zich in het middelste deel bevinden terwijl de sporen in de twee buitenste delen liggen. Op de kopse kanten zijn liften die meestal de straat rechtstreeks met het perron verbinden. De meeste ondergrondse stations hebben een verdeelhal van waaruit de reizigers via roltrappen met een tussenverdieping het perron bereiken. Door de plaatsing van de bovenste roltrappen aan de zijkanten en de onderste in het midden kan het daglicht via de daklichten en openingen in de vloer van de verdeelhal het perron bereiken. Onderaan de scheidingswanden bevinden zich perronschermen met perrondeuren. Een metro stopt op een vaste plaats waarna de deuren van zowel het station als de metro tegelijk openschuiven. Op de stations zijn op de tunnelmuren projecties te zien van allerlei reclames en evenementen. Door het standaard ontwerp met grijze scheidingswanden lijken de eerste negen ondergrondse stations zo op elkaar dat reizigers alleen door de naamborden weten waar ze zijn. De stations van de lijnen M3 en M4 hebben dan ook individueel ontworpen scheidingswanden gekregen zodat ze herkenbaar zijn voor de reizigers. Op een aantal plaatsen, bijvoorbeeld bij Gammel Strand, zijn aanpassingen van het standaard ontwerp doorgevoerd om het station in te passen in de bovengrondse omstandigheden.

## Materieel

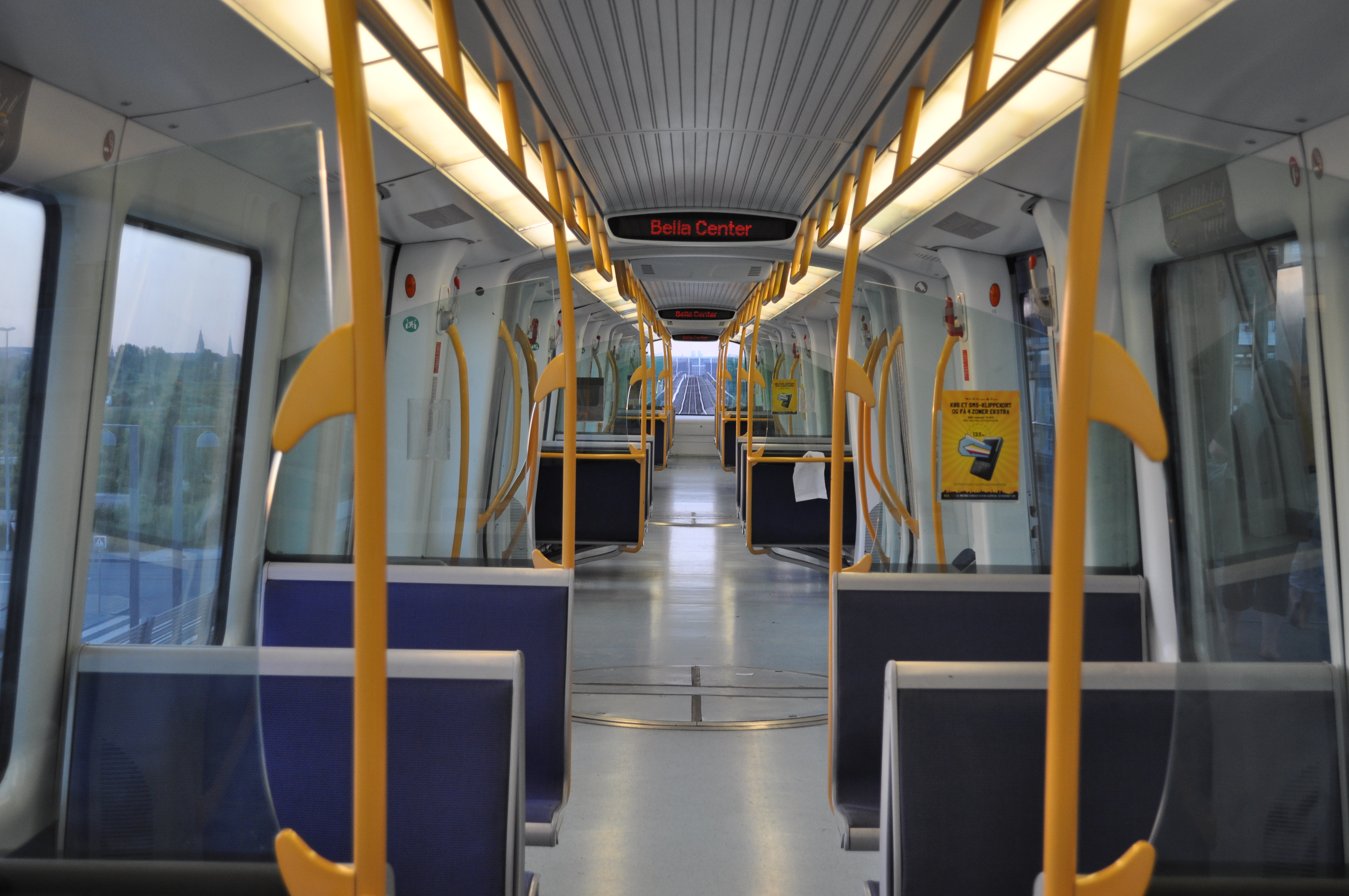
Interieur van een lege metrotrein

Voor de dienst wordt gebruikgemaakt van 64 driewagen treinstellen. Hiervan doen 34 dienst op de lijnen M1/M2. Zij zijn ontworpen door de Italiaanse ontwerper Giorgetto Giugiaro en gebouwd door AnsaldoBreda. De treinstellen zijn 39 meter lang en 265 centimeter breed. De capaciteit is 96 zitplaatsen en circa 200 staanplaatsen. Aan weerszijden van de trein zijn 6 deuren. Voor de lijnen M3/M4 werden 30 stuks bijbesteld bij dezelfde fabriek, die later door Hitachi is overgenomen.
De treinen rijden volautomatisch en zonder bestuurder. Doordat de metro computergestuurd is, is de veiligheidsmarge in tijd korter dan bij manueel bestuurde metro's. Hierdoor kan de achterliggende metro een marge tot 1 minuut handhaven. Onder de frontruiten zijn kleine hulpstuurstanden aanwezig. De stroomvoorziening (750 volt gelijkstroom) geschiedt via een derde rail. Uitbreiding tot vier rijtuigen is mogelijk, gezien de lengte van de perrons.

## Netwerk
Het net is ongeveer 40 kilometer lang en bestaat uit vier lijnen met 39 stations, waarvan 25 ondergronds. Bij de stations Vanløse, Flintholm, Hovedbanegård, Nørrebro, Østerport Station en Nørreport kan worden overgestapt op de S-tog. De lijnen M1 en M2 rijden samen van Vanløse naar Christianshavn en splitsen zich daar in M1 naar Vestamager en M2 naar Lufthavnen. De ringlijn M3 heeft een eigen traject waar bij Kongens Nytorv en Frederiksberg op de andere twee lijnen kan worden overgestapt.

### Lijnenloop
De stations in vet zijn belangrijke overstapstations.
M1
Deze lijn zorgde voor een directe verbinding van Vanløse naar Amagerbro en Ørestad waar onder andere Field's en het Bella Center gelegen zijn.
|  | Vanløse - Flintholm - Lindevang - Fasanvej - Frederiksberg - Forum - Nørreport - Kongens Nytorv - Christianshavn - Islands Brygge - DR Byen - Sundby - Bella Center - Ørestad - Vestamager |

M2
M2 reed lange tijd niet verder dan Lergravsparken. Op 28 september 2007 werd de verlenging van lijn M2 van Lergravsparken naar de nationale luchthaven van Denemarken, in gebruik genomen. Dit gebeurde ongeveer een maand eerder dan gepland en de aanleg bleef binnen het budget.
|  | Vanløse - Flintholm - Lindevang - Fasanvej - Frederiksberg - Forum - Nørreport - Kongens Nytorv - Christianshavn - Amagerbro - Lergravsparken - Øresund - Amager Strand - Femøren - Kastrup - Lufthavnen |

M3
Eind 2005 besloten de gemeenten Kopenhagen en Frederiksberg en de Deense regering tot de aanleg van een vierde etappe, de zogenaamde Cityringen. Deze metrolijn verbindt het Hoofdstation van Kopenhagen, het parlementsgebouw Christiansborg, Østerport Station, Nørrebro Station en Frederiksberg met elkaar. De M3 werd op 29 september 2019 geopend. Het gaat om een gesloten ringlijn die via Enghave Plads weer uitkomt op København H.
|  | København H - Rådhuspladsen - Gammel Strand - Kongens Nytorv - Marmorkirken - Østerport - Trianglen - Poul Henningsens Plads - Vibenshus Runddel - Skjolds Plads - Nørrebro - Nørrebros Runddel - Nuuks Plads - Aksel Møllers Have - Frederiksberg - Frederiksberg Allé - Enghave Plads |

M4

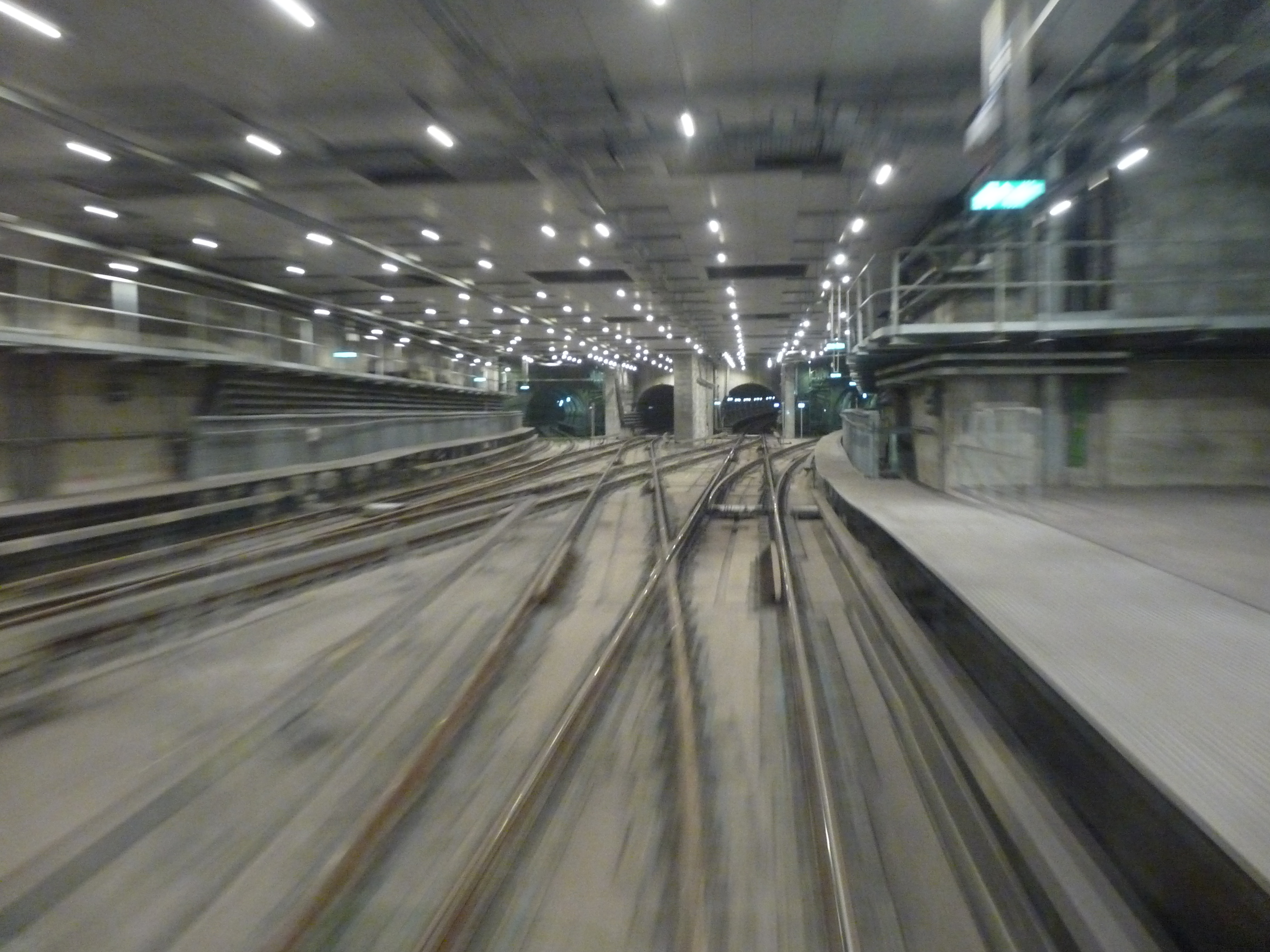
Ondergrondse splitsing van de lijnen M3 en M4. De middelste tunnels voor M3 en de buitenste tunnels voor M4.

De Noord-zuidlijn M4 is sinds 28 maart 2020 deels in gebruik. Behalve twee eigen stations in het noorden bedient de lijn tussen Hovedbanegård en Østerport ook de stations van de ringlijn die op 29 september 2019 werd geopend. Het deel ten zuiden van Hovedbanegård, de Sydhavnlinje is op 22 juni 2024 geopend.
|  | Ny Ellebjerg - Mozarts Plads - Sluseholmen - Enghalve Brygge - Havneholmen - København H - Rådhuspladsen - Gammel Strand - Kongens Nytorv - Marmorkirken - Østerport - Nordhavn - Orientkaj |

## Voorgestelde lijnen
Verdere uitbreidingen richting het noordwesten van de stad (Brønshøj/Husum/Gladsaxe) zijn voorgesteld maar niet in de vierde fase opgenomen.
In september 2010 kwamen de burgemeesters van Kopenhagen en Malmö met het idee Malmö aan te sluiten op het metronetwerk van Kopenhagen. Dit zou moeten gebeuren middels een 27 km lange tunnel onder de Sont. Deze verbinding zou betaald kunnen worden met de tolopbrengsten van de Sontbrug, die eerder afbetaald zou zijn dan gedacht. De verbinding moest de steden dichter bij elkaar brengen en daarmee de economische positie van de Sontregio versterken, vooral ten opzichte van Stockholm. Ondanks scepsis bij politici over dit plan was het in 2016 nog niet opgegeven. Een onderzoeksgroep uit beide steden onderzocht de haalbaarheid, met als argument dat de spoor- en wegverbinding via de Sontbrug de grenzen van de capaciteit nadert. Niet eerder dan in 2030 zou een metrotunnel gerealiseerd kunnen worden.

## Trivia
- Het station DR-Byen heette oorspronkelijk Universitetet, maar omdat station Islands Brygge veel dichter bij de universiteitsgebouwen ligt, werd in 2006 de naam veranderd in DR-Byen naar de Deense staatsomroep Danmarks Radio (DR), die hier is gevestigd.